# Ourapteryx sambucairia
Ourapteryx sambucairia är en fjärilsart som beskrevs av Carl von Linné sensu Kollar. Ourapteryx sambucairia ingår i släktet Ourapteryx och familjen mätare. Inga underarter finns listade i Catalogue of Life.